# Arachnes
Arachnes es una banda de power metal y metal neoclásico originaria de Milán, Italia, fundada en 1995 por los hermanos Franco y Enzo Caruso. La banda surge a partir de la disolución de su proyecto previo; "Firehouse". La agrupación incorpora numerosas influencias musicales, desde el metal neoclásico, evidente en su álbum debut; The Goddes Temple, al virtuosismo en varios de sus trabajos. Entre las letras de la banda imperan los temas sobre fantasía.

## Formación
La formación actual de la banda es: 
Franco Caruso (guitarra y voz principal)
Enzo Caruso (teclados y voz secundaria)
Stefano Caironi (percusión)
Gabriele Baroni (bajo)

### Miembros anteriores
La banda durante su trayectoria ha contado con varios miembros, entre ellos:
Max Clementi (Bajo)
Paola Casalini (Bajo)
Paolo Giani (Bajo)
Jaco (Batería)
Graziano Rampazzo (Batería)

## Discografía
- 1997 - The Goddes Temple (Álbum de estudio)
- 1999 - The Goddess Temple (Instrumental) on The Rock, Vol 60 (Álbum recopilatorio)
- 2000 - Metamorphosys (EP)
- 2001 - Parallel Worlds (Álbum de estudio)
- 2002 - Apocalypse (Álbum de estudio)
- 2003 - Primary Fear
- 2006 - In Praise of Science
- 2011 - A New Day